# Eugeniusz Adamczak
Eugeniusz Adamczak (ur. 30 grudnia 1925 w Ostrowie Wielkopolskim, zm. 4 grudnia 1992) – polski oficer Wojsk Łączności, pułkownik ludowego Wojska Polskiego.

## Życiorys
Do roku 1939 ukończył szkołę powszechną i pierwszą klasę gimnazjum. W okresie okupacji najpierw pracował w rolnictwie (wieś Sobótka), później jako robotnik i tokarz w Warsztatach Wagonowych. Po zakończeniu wojny dalej pracuje w Warsztatach Naprawczych Taboru Kolejowego w Ostrowie Wielkopolskim kończąc jednocześnie szkołę średnią. 21 sierpnia 1946 roku został powołany do służby wojskowej w ludowym Wojsku Polskim i skierowany do Szkoły Podoficerskiej Radiospecjalistów w Sieradzu. W 1947 roku na własną prośbę zostaje skierowany do Oficerskiej Szkoły Łączności w Sieradzu. Po jej ukończeniu, w stopniu podporucznika pełnił już w niej zawodową służbę wojskową kolejno jako dowódca plutonu i dowódca kompanii podchorążych oraz wykładowca taktyki łączności. We wrześniu 1956 roku otrzymuje przeniesienie do 5 Pułku Łączności w Warszawie, gdzie był najpierw pomocnikiem szefa sztabu a następnie szefem sztabu pułku. Po przenosinach pułku do Wałcza w 1965 roku dalej pełni obowiązki szefa sztabu. W 1969 roku został skierowany na studia do Wojskowej Akademii Łączności im. marszałka Związku Radzieckiego S.M. Budionnego w Leningradzie. Po ich ukończeniu w 1970 roku wrócił na swoje stanowisko w 5 Pułku Łączności, a po zmianie numeracji jednostki w  1 Pułku Łączności.
W 1975 roku objął stanowisko Kierownika 23 Centralnej Składnicy Sprzętu Łączności w Pile, gdzie służył do momentu przejścia na emeryturę w 1986 roku.
Po długiej i ciężkiej chorobie zmarł 4 grudnia 1992 roku w wieku 67 lat.

## Źródła
- Biogramy dowódców i zastępców 2 Brygady Łączności